# 14. вечити дерби у фудбалу
14. вечити дерби у фудбалу је фудбалска утакмица одиграна на стадиону Црвене звезде у Београду 2. маја 1954. године, између Црвене звезде и Партизана. Утакмица се завршила резултатом 2 : 0 (1 : 0) за Партизан. Стрелац је био Марко Валок у 7. и 49. минуту.

## Извештај утакмице
Љубитељи фудбала очекивали су много више од овог дербија старих ривала. Овог пута разочарао је гледаоце. Изузев донекле првог полувремена игра је била врло слаба а повремено је било и грубих насртаја. То се нарочито односи на тим
Црвене звезде чија је игра подсећала на рђаво свирање раштимованог оркестра. Партизан је играо боље, нарочито у почетку, али се у другом делу игре ограничио на одбрану, јер је повређени Чајковски само статирао на десном крилу.
Па ипак, изко је стварно две трећине утакмице играо са десет играча Партизан је био и бољи и опаснији тим. Његови играчи више су се залагали, сваки појединац био је у стању да пређе по 2—3 противника и да акцију заврши шутом или убацивањем лопте, у слободан простор. Заслужено је победио.
Црвена звезда играла је лежерно, нетачно и споро. Нарочито навала, која је потпуно подбацила.
На недељном дербију, најлепши утисак оставио је Милутиновић. Дао је једну од својих најбољих игара. Владао је лоптом ванредном лакоћом, прелазио противнике са толико. духовитих дриблинга да га једноставно нису могли да задрже.
Био је најбољи играч на терену.
Први гол постигао је Партизан. Бобек је грешком Кривокуће; Бобек је из слободног ударца добацио лопту пред гол. Кривокућа није интервенисао и Валок је скоро са корнер линије главом постигао гол, Валок је био стрелац и другог гола. Бобек је мајсторски додао Валоку, који се пробио и шутирао у стативу. Одбијену лопту лако је убацио у мрежу.